# Liolaemus tristis
Espèce
Statut de conservation UICN

 LC  : Préoccupation mineure
Liolaemus tristis est une espèce de sauriens de la famille des Liolaemidae.

## Répartition
Cette espèce est endémique de la Province de Santa Cruz en Argentine. On la trouve entre 800 et 1 000 m d'altitude.

## Description
C'est un saurien vivipare.

## Publication originale
- Scolaro & Cei, 1997 : Systematic status and relationships of Liolaemus species of the archeforus and kingii groups: a morphological and taxonumerical approach (Reptilia: Tropiduridae). Museo Regionale Di Scienze Naturali Bollettino (Torino), vol. 15, no 2, p. 369-406.